# Betty Bronson
Betty Bronson (Trenton, 17 novembre 1906 – Pasadena, 19 ottobre 1971) è stata un'attrice statunitense.

## Biografia
Nata Elizabeth Ada Bronson da Frank e Nellie Smith Bronson, iniziò la sua carriera a 16 anni come comparsa in un film della Famous Players-Lasky Corporation. Nel 1924 venne scelta personalmente da J. M. Barrie, l'autore di Peter Pan, per interpretarne il ruolo nel film tratto dal suo romanzo. Betty Bronson riuscì a ottenere la parte ambita da attrici come Gloria Swanson e Mary Pickford per merito della sua grazia e leggerezza, che affinò con un breve corso di danza con i Balletti russi. Recitò a fianco di Mary Brian, che interpretava Wendy, e di Esther Ralston, Mrs Darling: le tre attrici iniziarono sul set del film un'amicizia che sarebbe durata tutta la vita.
Grazie al successo riscosso con Peter Pan, Betty Bronson ottenne un importante ruolo anche in Ben-Hur nel 1925. Nello stesso anno è ancora protagonista in un film tratto da Barrie, A Kiss for Cinderella che però ebbe scarso successo al botteghino.
Muore nel 1971 e viene sepolta nel Forest Lawn Memorial Park di Glendale, California.

## Riconoscimenti
- Young Hollywood Hall of Fame (1920's)

## Filmografia

### Cinema
- Anna Ascends, regia di Victor Fleming(1922)
- Java Head, regia di George Melford (1923)
- The Go-Getter, regia di Edward H. Griffith (1923)
- Satana (His Children's Children), regia di Sam Wood (1923)
- Twenty-One, regia di John S. Robertson (1923)
- The Eternal City, regia di George Fitzmaurice (1923)
- Peter Pan, regia di Herbert Brenon (1924)
- Are Parents People?, regia di Malcolm St. Clair (1925)
- Not So Long Ago, regia di Sidney Olcott (1925)
- The Golden Princess, regia di Clarence G. Badger (1925)
- A Kiss for Cinderella, regia di Herbert Brenon (1925)
- Ben-Hur (Ben-Hur: A Tale of the Christ), regia di Fred Niblo (1925)
- The Cat's Pajamas, regia di William A. Wellman (1926)
- Paradise, regia di Irvin Willat (1926)
- I predoni del West (Open Range), regia di Clifford Smith (1927)
- Il cantante pazzo (The Singing Fool), regia di Lloyd Bacon (1928)
- Sonny Boy, regia di Archie Mayo (1929)
- One Stolen Night, regia di Scott R. Dunlap (1929)
- Il processo Bellamy (Bellamy Trial), regia di Monta Bell (1929)
- La porta chiusa (The Locked Door), regia di George Fitzmaurice (1929)
- Il bacio perverso (The Naked Kiss), regia di Samuel Fuller (1964)
- Il fantasma del pirata Barbanera (Blackbeard's Ghost), regia di Robert Stevenson (1968)

### Televisione
- Io e i miei tre figli (My Three Sons) – serie TV, episodi 1x10-3x33 (1960-1963)
- I giorni di Bryan (Run for Your Life) – serie TV, episodio 1x05 (1965)